# Mihai Andrei Ionescu
Mihail Andrei Ionescu (n. 1 noiembrie 1900, București – d. 5 februarie 1988, București) a fost un renumit entomolog român. Membru corespondent al Academiei Române (1955).

## Studii
- A absolvit Facultatea de Științe la București
- S-a specializat la Muzeul de Istorie Naturală din Viena și la Institutul de Biooceanografie din Split.

## Activitatea didactică și științifică
- Profesor universitar de entomologie la Facultatea de Biologie a Universității din București (1949-1968).
- Membru al al unor societăți științifice străine: Societatea de Zoologie din Franța, Societatea de Entomologie din Copenhaga.
- Membru corespondent al Academiei Române (1955).
- Sub președinția lui Mihai Andrei Ionescu în 1967 s-a ținut, la București, prima Consfătuire națională de entomologie organizată în cadrul Societății de Științe Naturale și Geografie.
- A format o școală de entomologie românească prin dezvoltarea învățământului entomologic. Printre elevii săi menționăm pe: Matilda Lăcătușu, Constanța Tudor, Nicolea Toniuc, Irina Teodorescu cu care a colaborat în laborator.
- A fost membru corespondent al Academiei de Științe din România începând cu 21 decembrie 1935[2].

## Domenii de cercetare
- Contribuții în domeniul sistematicii, ecologiei și zoogeografiei insectelor.
- Cercetării științifice în grupele de insectele: Protura, Diplura, Collembola, Termitina, Cynipoidea, Asilidae etc.
- Contribuții în cunoașterea faunei și a ecologiei insectelor (mai ales a celor apterigote) din România.
- Studii asupra insectelor din litiera pădurii.

## Lucrări publicate
- "Contribuții la studiul faunei frunzarului de fag", 1932. Este primul studiu din România care tratează structura și dinamica unei biocenoze.
- "Cercetări statistice, ecologice și sistematice în pădurile de fag de la Sinaia și de pe Valea Prahovei", 1932;
- "Diplura, Collemboia, Cynopidae, Protura și Izoptera", 1951;
- "Specii noi de Cynopidae în fauna R.P.R.", 1965;
- "Biologia galelor, monografie cecidologică", 1973. Lucrarea cuprinde tot ce s-a scris despre gale până în prezent, incluzând și cercetările autorului legate de biologia insectelor galicole, taxonomie curentă, precum și răspândirea lor pe glob.
- "Entomologia", manual, 1971 (în colaborare  cu Matilda Lăcătușu). Cartea este structurată pe noțiuni de entomologie generală și sistematică necesare înțelegerii organizării corpului insectelor, reproducerii, dezvoltării, ecologiei, răspândirii geografice, paleontologiei și filogeniei. Partea de sistematică este mai larg prezentată stând la baza cercetărilor entomologice de ordin aplicativ.
- A fost unul din autorii "Tratatului de zoologie agricolă", 1982 (sub redacția lui A. Săvescu)
- A fost coordonatorul lucrării de mare valoare științifică "Fauna din Defileul Dunării, Porțile de Fier",1975.
- A fost autor al unor fascicule: Protura (1951), Diplura (1955), Isoptera (1951), Cynipinae (1957), Cynipoidea (1969), Asilidae (1971) din Colecția "Fauna României" (o lucrare fundamentală privind fauna României, care apare sub sub egida Academiei Române)